# レギーネ・ハイツァー
レギーネ・ハイツァー（Regine Heitzer、1944年2月16日 - ）は、オーストリア出身の女性フィギュアスケート選手。1964年インスブルックオリンピック女子シングル銀メダリスト。1965年、1966年ヨーロッパフィギュアスケート選手権優勝。

## 経歴
- 1960年スコーバレーオリンピックに出場し7位。
- 1964年、地元開催のインスブルックオリンピックでは、開会式においてオーストリア選手団の旗手を務め、銀メダルを獲得。
- 1965年、1966年ヨーロッパフィギュアスケート選手権優勝。のちに引退。

## 主な戦績
| 大会/年      | 1957-58 | 1958-59 | 1959-60 | 1960-61 | 1961-62 | 1962-63 | 1963-64 | 1964-65 | 1965-66 |
| ------------ | ------- | ------- | ------- | ------- | ------- | ------- | ------- | ------- | ------- |
| オリンピック |         |         | 7       |         |         |         | 2       |         |         |
| 世界選手権   | 12      | 7       | 4       |         | 3       | 2       | 2       | 2       |         |
| 欧州選手権   | 8       | 5       | 2       | 2       | 2       | 3       | 2       | 1       | 1       |